# Нека чују ме
Нека чују ме је дебитантски студијски албум српског кантаутора Ивана Јегдића, издат 19. марта 2021. године за Маском рекордс. Све песме на албуму су ауторско дело извођача, и на албуму се налазе дуети са Метом, Диавом и Там, и за те песме су снимљени музички спотови, као и за песму Калигула. Продуценти су поред Ивана, били и Ненад XO и Стефан Аћимовић.

## Списак песама
Аутор(и) свих текстова: Иван Јегдић, аутор(и) свих песама: Иван Јегдић.
| №   | Назив         | Трајање |  |
| 1.  | Залазак сунца | 3:05    |  |
| 2.  | Ватра и ништа | 3:19    |  |
| 3.  | Дезертер      | 3:21    |  |
| 4.  | Чежња         | 3:16    |  |
| 5.  | Осам дана     | 3:19    |  |
| 6.  | Јуда          | 3:17    |  |
| 7.  | Бољи човек    | 3:12    |  |
| 8.  | Не буди ме    | 2:53    |  |
| 9.  | Калигула      | 3:05    |  |
| 10. | Казаљке       | 2:29    |  |
| 11. | Децембар      | 3:11    |  |